# Pedro de La Saca
Pedro de La Saca fou un militar espanyol del segle xvii al servei de Felip IV de Castella.
Acompanyant a Pedro Fajardo de Zúñiga y Requesens, en la campanya de 1640-1641 va dirigir un terç, participant en les batalles de Coll de Balaguer, Cambrils, i Martorell i Montjuïc.